# 马里尼-布里宰
马里尼-布里宰（法語：Marigny-Brizay，法語發音：[maʁiɲi bʁizɛ]）是法国新阿基坦大区维埃纳省的一个旧市镇，位于该省中部，属于普瓦捷区和大普瓦捷城市公共社区。2017年1月1日，马里尼-布里宰和相邻的若奈-克朗合并成为若奈-马里尼（Jaunay-Marigny）。

## 地理
马里尼-布里宰（46°44'44"N, 0°22'33"E）面积20.81 平方千米，位于法国新阿基坦大区维埃纳省，该省份为法国中西部省份，北起曼恩-卢瓦尔省和安德尔-卢瓦尔省，西接德塞夫勒省，南至夏朗德省，东南接上维埃纳省，东临安德尔省。
与马里尼-布里宰接壤的市镇（或旧市镇、城区）包括：博蒙、科隆比耶、迪赛、若奈-克朗、乌济伊、斯科尔贝-克莱尔沃、普瓦图地区旺德夫尔。

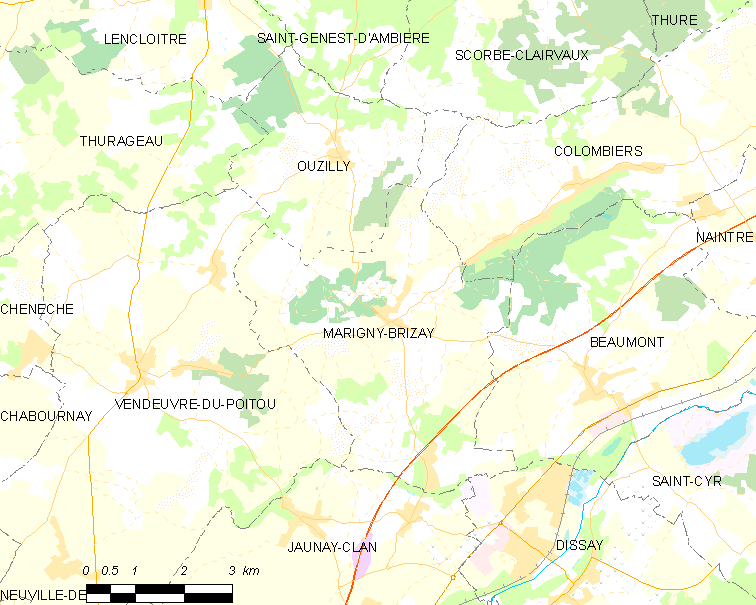
马里尼-布里宰的OSM定位图

马里尼-布里宰的时区为UTC+01:00、UTC+02:00（夏令时）。

## 行政
马里尼-布里宰的邮政编码为86380，INSEE市镇编码为86146。

## 政治
马里尼-布里宰所属的省级选区为若奈-马里尼县。

## 人口

1962-2008年间马里尼-布里宰人口变化图示

马里尼-布里宰于2018年1月1日时的人口数量为1309人。